# Municipio de Valle de Chalco Solidaridad
El municipio de Valle de Chalco Solidaridad es uno de los Municipios del Estado de México, ubicado en el valle del antiguo lecho del lago de Chalco. Se encuentra situado en la región oriente de dicho estado mexicano. 
Presenta colindancias al oriente con los municipios mexiquenses de Chalco e Ixtapaluca, al norte con La Paz, al occidente y sur con las alcaldías de Iztapalapa y Tláhuac, pertenecientes a la Ciudad de México.
Cuenta con 391,731 habitantes tras un censo realizado en el 2020, población que crece constantemente al ser una zona periférica de la Ciudad de México.
También pertenece a la Zona Metropolitana del Valle de México conformada por las 16 delegaciones de la Ciudad de México, 59 municipios del Estado de México y 1 municipio del estado de Hidalgo, (Municipio de Tizayuca).

## Toponimia y escudo
Toma el nombre debido a que se encontraba ubicado en un valle el que era lecho del antiguo Lago de Chalco y en este lugar dio inicio el Programa Nacional de Solidaridad.  
Está compuesto por dos glifos de origen prehispánico y un logo contemporáneo. El glifo de Xico o Xicco, xitli (ombligo) y el glifo calli (casa o casas). El logo es el utilizado por el gobierno federal en el Programa Nacional de Solidaridad. El significado es "las casas que se establecieron al lado del Cerro de Xico, fundado con la solidaridad de sus pobladores".

## Geografía
Se ubica en la cuenca oriente del Valle de México, se fundó el 9 de noviembre de 1994 por el gobernador constitucional del Estado de México, Emilio Chuayffet Chemor, al mandar a la H. LII Legislatura del Estado de México, una iniciativa de decreto para crear el municipio 122 del Estado de México. Limita al oriente con los municipios mexiquenses de Chalco e Ixtapaluca, al norte con Ixtapaluca y Los Reyes La Paz, al occidente y sur con las alcaldías Tláhuac e Iztapalapa, en una zona remanente del la antigua cuenca lacustre del Valle de México. 
El municipio se encuentra escasamente conectado con la Ciudad de México, debido a la presencia del lago de Chalco, el cual se encuentra enclavado entre los municipios de Valle de Chalco Solidaridad, Chalco y la delegación Tláhuac; en consecuencia las únicas entradas y salidas al municipio solo son por tres vías: La carretera Chalco-Tláhuac por el extremo sur del municipio, la avenida Eje 10 Sur por el extremo norponiente y la Autopista México-Puebla por el extremo norte.

### Suelos
El municipio se creó ante el crecimiento desorbitado de su población, tomando la mayor parte de su territorio de la delegación Tláhuac, el municipio de Chalco y pequeñas partes de los municipios aledaños de Ixtapaluca, Chicoloapan y La Paz. Originalmente este territorio fue creado en un lago desecado para ser utilizado en actividades de cultivo, lo que hace su suelo poco estable y con una gran cantidad de salinidad en su tierra.
Los profundos estudios de capas sedimentarias del subsuelo del ex lago de Chalco, han mostrado la evolución de este cuerpo lacustre desde lago profundo de agua dulce en tiempos Pleistocénicos hace 30 mil años, hasta su condición pantanosa y salina por 1900, desembocando en su extinción como lago en el presente. Se ha dicho que el lago alcanzó una profundidad máxima cercana a los quince metros y que durante los últimos 30 mil años se azolvó hasta convertirse en el lago somero encontrado por los españoles en el siglo XVI. Los estudios de suelos y sedimentos han mostrado que en las últimas cuatro deposiciones se presentan las características de un suelo pantanoso en el que durante el periodo de lluvias se formaba un lago de poca profundidad o bien lagunetas o charcos. Las dos últimas capas dan origen al suelo actual, el cual presenta fenómenos de verticalización y salinización. En el primer caso el suelo se agrieta y se invierte, y en el segundo, la parte superior del perfil muestra una alta concentración de sales, principalmente de sodio.
La región donde se ubica el municipio es de alta sismicidad, los suelos son sedimentos heterogéneos, volcánicos, lacustres, con una proporción y variedad de microfósiles (ostrácodos y diatomeas) que forman parte de la microestructura del suelo llamado regosol éutrico y Gleysol.
Al sur del municipio se encuentran tierras para el desarrollo de la agricultura, con una superficie de 17.94 km² para esta actividad, 23.60 km² son de uso para áreas urbanas y 2.76 km² son superficie de cuerpos de agua, al sur oriente se encuentra el cerro de Xico, el cual es en realidad un volcán extinto, conocido como la caldera de Xico debido a que contiene una estructura en forma de perol, ocupando el centro de la superficie como tierras de cultivo, su clima es variado y obedece a un patrón respecto al de la zona del valle de México, su suelo le permite absorber grandes cantidades de agua en las zonas no pobladas, pertenece a la llanura del valle de México, lo que lo hace subhúmedo y de vegetación semidesértica, esta condición se debe a la gran cantidad de población que habita y la actividad de cultivo en su territorio dejando la flora y fauna casi inexistente, sus condiciones de temperatura pueden variar.

### Hidrografía
En el paisaje de Valle de Chalco han desaparecido la mayoría de los viejos cauces de agua y manantiales, debido a que aguas arriba, los pueblos serranos captan el agua de los arroyos para dotar de este líquido a sus comunidades, motivo por el cual en el fondo de la cuenca sólo se manifiestan los escurrimientos durante la época de lluvias porque el río de la Compañía lleva un gran caudal y en algunas colonias se presentan encharcamientos, cuando ocurren lluvias fuertes se han presentado inundaciones peligrosas porque se han desbordado las aguas negras que conducen el Río de la Compañía, como ocurrió en los años 2000 y 2010. No obstante mucha del agua que se precipita desde el parteaguas de la Sierra Nevada, escurre por los acuíferos por filtración.
Hacia el borde sur del Valle de Chalco existían una serie de manantiales surgidos del contacto de las lavas de la serie Chichinautzin, con los pisos sobre los que se habían deslizado cuando estuvieron en fusión. Existe un fenómeno conocido, según el cual, los mantos de lava geológicamente, funcionan como un curso, esto es, de tal manera que permiten la infiltración casi total de las aguas de lluvia a través de sí, por fisuras y fracturas, no permitiendo que se formen cursos de agua en sus anfractuosas superficies, así que en el contacto de la base de lava con el paleosuelo o formación geológica previa, de carácter bastante impermeable, se juntan las aguas infiltradas y corren por ese contacto, siguiendo la topografía previa hasta surgir en forma de fuentes brotantes o manantiales de lava, en su contacto con el estrato subyacente.

## Historia

### Periodo prehispánico
Este territorio originalmente pertenecía a territorio de Acxotecas, el territorio de Valle de Chalco originalmente era lago por lo que las culturas asentadas lo hicieron en sus alrededores como los grupos que se dicen como de los primeros Chalcas que venían de Tula como origen de los Toltecas posteriormente segundo grupo por llegar fue el de los Mihuaques, hacia 1160 d.C. llegan los chichimecas teotenancas procedentes del valle de Toluca, en los alrededores del lago de Chalco hubo otros grupos, los cuixocas, temimilolcas e ihuipanecas, los cuales formaron una congregación de tribus con los chalcas, en 1258, llegan a Xico los chichimecas, junto de los chalcas, también, arribaron los nonohualcas teotilixcas tlacochalcas que se asentaron por Tlalmanalco, los tecuanipas, quienes poblaron por el rumbo de Amecameca, también llegaron panohuayas quienes constituyeron el cuarto barrio del señorío, “cada grupo que se asentó alrededor del lago. Cada grupo que se asentó alrededor del lago tomó un nombre propio pero retuvo el de Chalco por añadidura, todos estos formaron una congregación de tribus con los chalcas, siendo así que desde estos tiempos se integró la región de Chalco Amaquemecan, en 1363 la región fue dividida en señoríos locales, para 1410 el territorio de los chalcas casi un estado confederado, se componía en cuatro señoríos: Acxotlan-Chalco, Tlalmanalco-Amaquemecan, Tenanco-Tepopollan y Xochimilco-Chimalhuacan, siendo Acxotlan-Chalco el principal. En 1376 empieza la “guerra florida” que dura 8 años y es entre Mexicas y Chalcas, para 1465 Chalco se convierte en una provincia tributaria y los centros de recolección eran: Chalco, Tlalmanalco, Quauxumulco, Tepuztlán, Malinaltepec, Temilco y Xocoyaltepec, estos tributos fueron producidos por las chinampas de la orilla del lago.

### Conquista
Durante el episodio de la conquista del territorio que ocupaban los pueblos indígenas de México, por parte de los invasores españoles, la actitud de los diversos grupos que habitaban en la región fue diferente. Por un lado algunos pueblos vieron en la llegada de gente nueva la oportunidad de liberarse del yugo de la dominación mexica, por lo que lucharon al lado de los invasores.
Por otra parte, algunos grupos vieron en la costumbre de los extraños una amenaza a su forma de vida y a sus valores tradicionales culturales; por lo que lucharon al lado del pueblo azteca en defensa de su territorio, esto según las siguientes declaraciones por los informantes de Fray Bernardino de Sahagún:

vinieron a socorrer a los mexicanos y a los tlatilulcos, que todos estaban fortalecidos en el Tlatilulco, los chinampecas, que son de Xochimilco, Cuitlaoac (actual tlahuac, señorío al que pertenecía Xico), Mizquic, Iztapalapan, Mexicatzingo, etc., y venidos hallaron al Señor de México que se llamaba Cuauhtemotzin y a los otros principales que con él estaban, y los capitanes hablaronles diciendo:
 

Señor nuestro, venimos a socorreros en esta ciudad, somos enviados de nuestros mayores para pagar la deuda que debemos, están aquí presentes los mejores soldados para que ayuden por agua y tierra. 
 A lo que el señor de México respondió: 
 En merced tenemos lo que los señores hacen de enviaros para nuestra ayuda, aparejaos para pelear.

Por lo anterior podemos deducir que en la región de las chinampas se realizó un Consejo de Ancianos donde se debieron debatir las dos posturas, y que el acuerdo adoptado consistió en luchar contra los invasores europeos, por lo que cada guerrero se retiró a la chinampa donde se encontraba su hogar, para tomar entre las manos el escudo y la rodela y defender su libertad amenazada.
Entonces fue cuando manifestaron nuestros antepasados mexicas y de Xico esa faceta que los hace acreedores a nuestra máxima admiración y respeto: Hicieron gala de una resistencia durísima, y su fervor guerrero mantuvo a raya a un enemigo muy superior en número, durante 93 días.
A pesar de la viruela, a pesar de todas sus pérdidas, los pocos miles que defendían la ciudad eran unos guerreros casi invencibles, si hemos de juzgar por el tiempo en que detuvieron el ataque de un enemigo entre 3 y 5 veces más grande (y aumentando).
Y a su fuerza guerrera se añadió su inconmovible fidelidad a sus leyes de guerra, y aún sitiados y abrumados, seguían persistiendo en no matar a los enemigos, sino en capturarlos para el sacrificio. Eso significa que, si los mexicas se hubieran defendido a sangre y fuego, según el modo de combatir español que era matar al adversario, quizá hubieran rechazado a las fuerzas enemigas.
En cumplimiento de este mandato, los guerreros de las chinampas, incluidos los de Xico, cayeron diezmados el 13 de agosto de 1521, cuando los españoles y sus aliados el 25 de julio del mismo año, tras derrotar a la escuadra naval indígena, entraron a Tlatelolco por la Acequia de Tezontlalli, la cual dividía Tenochtitlán de Tlatelolco, arrasando con la defensa de los guerreros indígenas, quienes combatieron contra los bergantines artillados de los españoles desplazándose en barcas y sin mayor defensa que sus escudos de madera y sus arcos y flechas.

### Porfiriato y Revolución
En el siglo XIX, Noriega obtuvo la concesión para desecar el Lago de Chalco en 90 días, la concesión fue favorecida por el gobierno de Porfirio Díaz, Íñigo Noriega Lasso empresario español quien nació en Colombres (Asturias), deseco el lago según lo pactado con el gobierno y la tierra paso a formar parte de su propiedad, junto con una edificación en ruinas que había pertenecido a Hernán Cortés. En 1880 formó parte de una sociedad con su hermano Remigio Noriega, que adquirió varias propiedades que habían sido arrebatadas a las comunidades de los municipios de Tláhuac, Chalco y Xochimilco construyó la Hacienda de Xico y la consolidación del latifundio de la negociación Agrícola de Xico de 9,822 hectáreas que proveía a cereales y otras materias a la ciudad,
El gobierno de Porfirio Díaz favoreció de forma relevante a Noriega su cuñado. La fortuna de este español comprendía numerosas fincas en los estados de México, Morelos, Tlaxcala, Chihuahua, Tamaulipas y el Distrito Federal. En esta última entidad federativa destacan las haciendas de Santa Fe Tetelco y San Nicolás Tolentino, que abarcaba las tierras comprendidas entre Culhuacán y San Miguel Xico. La superficie aproximada de esta propiedad comprende la totalidad de los territorios de Tláhuac y Valle de Chalco, la mitad sur de Iztapalapa y otras porciones de Chalco, Xochimilco y Milpa Alta, un paso importante fue comprarle a don Eduardo Zozoya la hacienda «La Compañía» y la concesión para continuar las obras del ferrocarril de Chalco, la laguna de Xico, de la que desecó diez mil hectáreas y donde mandó levantar un palacio sobre las ruinas de otro que había pertenecido a Hernán Cortés. La primera cosecha de maíz de Xico le produjo una ganancia de un millón de pesos. Fundó las ciudades de Colombres y Ciudad Reinosa, fundó el ferrocarril de Xico y Riofrío a San Rafael, que conectaba sus haciendas con las ciudades de México y Puebla
Hubo varios críticos en contra de esta forma de mantener las haciendas a costa de los campesinos, tal vez antecesores de revolución como Plotino Rhodakanaty
La Revolución cambió la situación de los pueblos afectados restituyéndoles sus tierras mediante la dotación de ejidos, Rhodakanaty fundó una escuela para campesinos en Chalco, Estado de México, llamada la "Escuela del Rayo y del Socialismo". En donde se enseñaba a los campesinos a leer, escribir, oratoria, métodos de organización y los ideales socialistas libertarios. En el caso de Xico se crearon los ejidos de Estación Xico con 980 hectáreas y San Miguel Xico con 250 hectáreas. Las tierras que actualmente integran el municipio funcionaron durante cerca de cien años como cuenca lechera, cambiando su vocación al establecerse el asentamiento de Valle de Chalco.

### Época Contemporánea

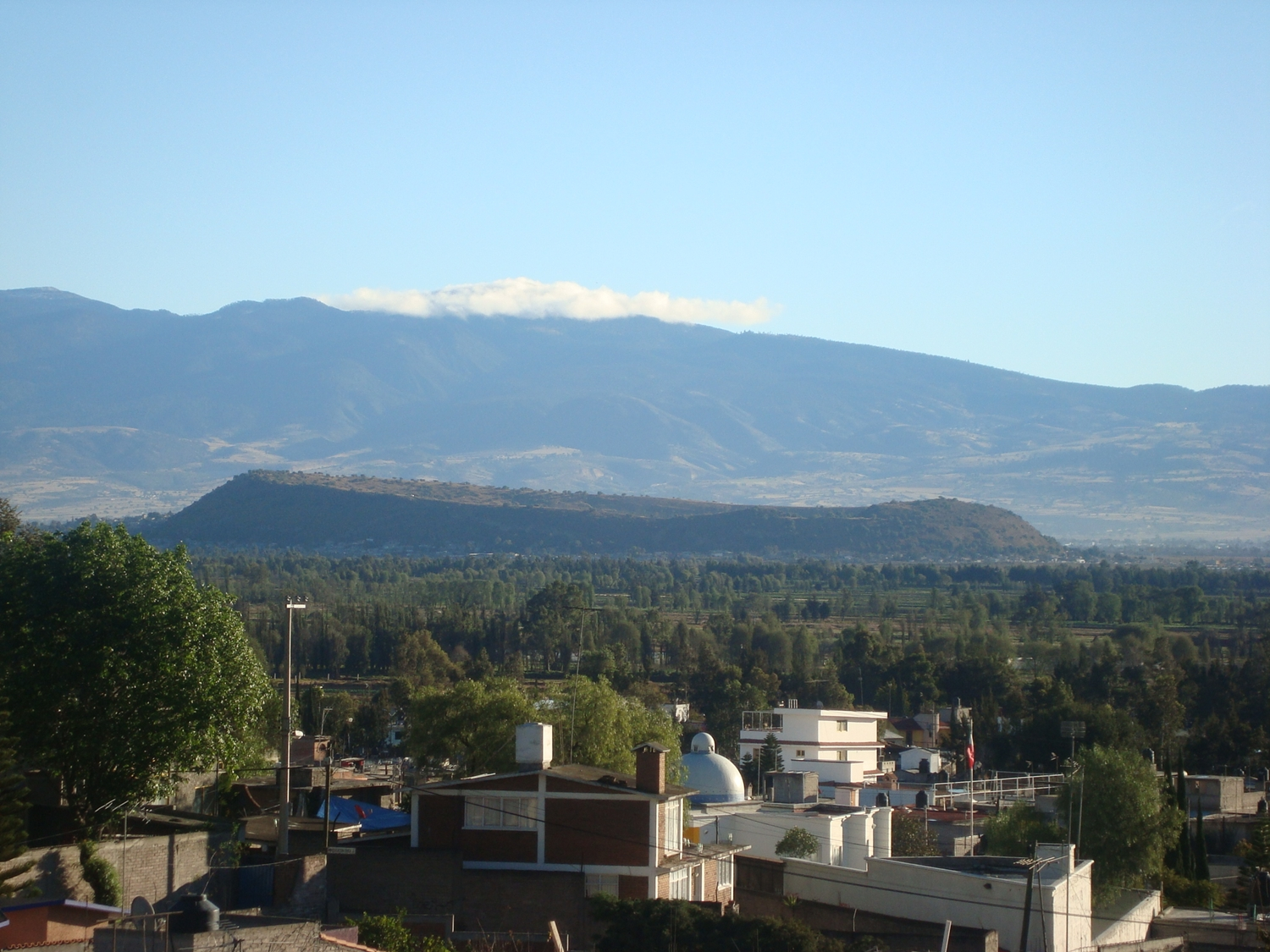
Vista del volcán Xico desde el volcán Teuhtli, en Tláhuac.

Al terminar la década de los setenta, dio inicio la vertiginosa llegada de centenares de familias a asentarse a los terrenos baldíos del valle, provenientes principalmente de los estados del centro y sur del país. El último domicilio de la mayoría de los inmigrantes procedía del Distrito Federal y del área conurbada del Estado de México. Todos llegaron en busca de un terreno donde vivir, con la idea de formar un patrimonio para sus hijos. Los colonos empezaron a levantar sus casas, primero con muy escasos recursos. No contaban con agua potable, drenaje, alumbrado, transporte público, servicio médico, ni escuelas para sus hijos. La inmensa mayoría compró terrenos ejidales.

La inversión federal en el municipio permitió la construcción de escuelas, electrificación, regularización de la tenencia de la tierra (77 mil propiedades)Los pobladores del valle iniciaron un movimiento cuya demanda central era la creación del municipio libre 122 debido a un movimiento político del Estado de México. En 1994 el Lic. Emilio Chuayffet Chemor envió la iniciativa de ley para la creación de un nuevo municipio a la LII Legislatura del Estado, después de su estudio y deliberación el congreso emitió el Decreto 50, publicado en la Gaceta Oficial el 9 de noviembre de 1994.

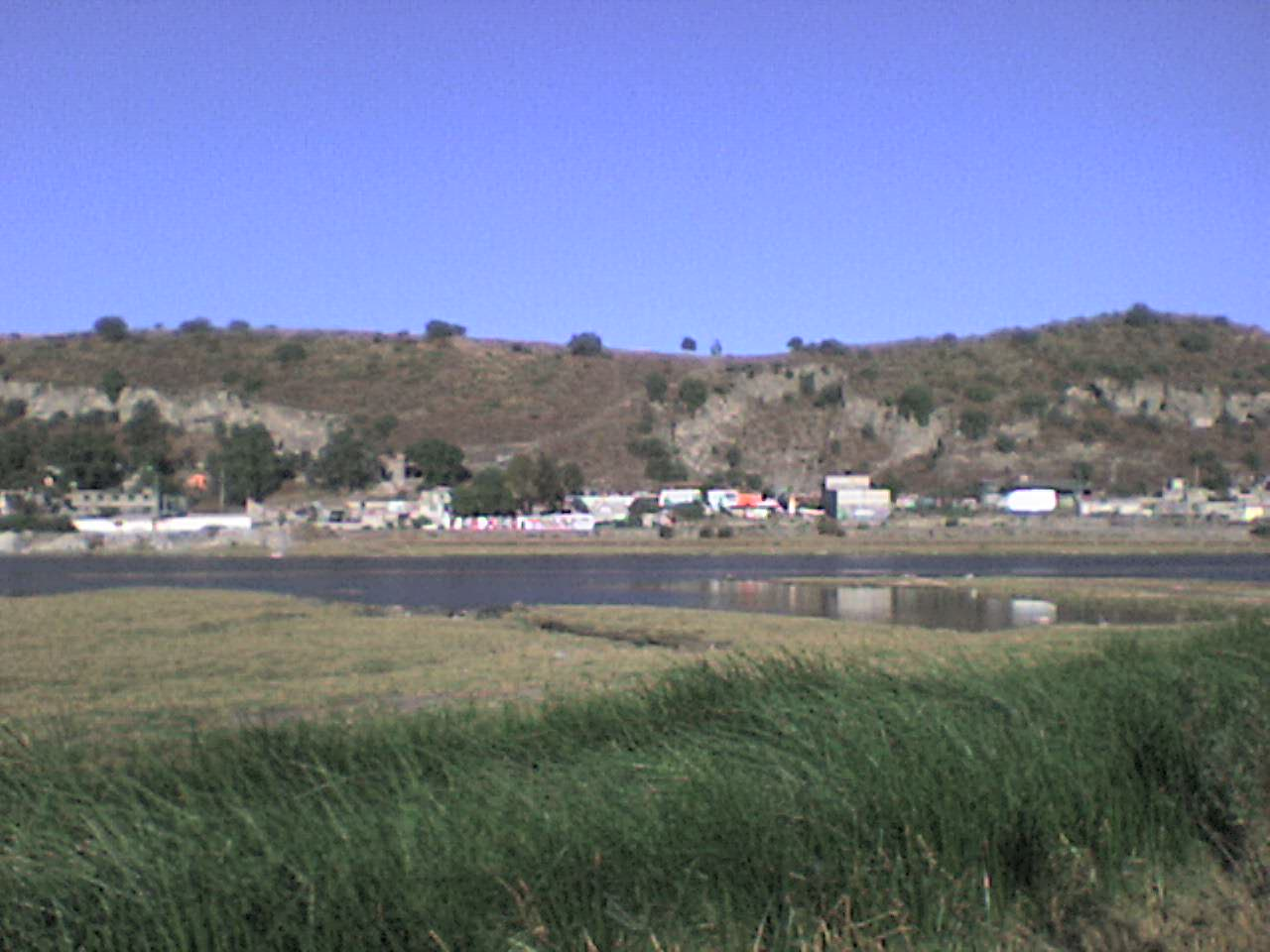
Panorámica del Volcán de Xico, se aprecia una parte de las Lagunas de Xico.

Empezó a poblarse desde finales de los años setenta y en 1990 contaba con 252.413 habitantes aproximadamente, que ocuparon 2.100 has de terreno y 19 colonias. El rápido crecimiento de la población y la evidente pobreza llevaron a varios investigadores de los problemas urbanos de la zona metropolitana de la Ciudad de México, a interesarse en el análisis del fenómeno. También el Valle de Chalco fue objeto de las políticas sociales en el sexenio del Lic. Carlos Salinas de Gortari y uno de los lugares visitados por el Papa Juan Pablo II en su segundo viaje a México.
El doctor Daniel Hernaux en su libro Nueva periferia, vieja metrópoli, el valle de chalco, presenta un estudio de como van surgiendo círculos de marginación alrededor de la más importantes ciudades de México, debido a la exclusión de grupos sociales producto de la globalización, fenómeno que se reproduce en la mayoría de las grandes ciudades de los países en vías de desarrollo. 
En 2015, el municipio contaba con 396,157 habitantes, ocupando el lugar número 13 de los municipios más poblados en el Estado de México.

### Migración
Existen varias Etnias, entre ellos chinatecas, totonacas, zapotecas y huastecos, que provienen en un 60% de la población de los estados de Oaxaca, Guerrero, Chiapas, Puebla, Michoacán, Morelos, Tlaxcala y Veracruz. Un 30% de la población emigró de la Ciudad de México para asentarse en este lugar en busca de una vivienda. El restante 10% proviene de países de América Latina entre los que se cuentan El Salvador, Guatemala, Nicaragua y Honduras. La mayoría de los vallechalquenses inmigraron al municipio por contratos de vivienda de bajo costo. Un mercado de suelo barato proporcionó a la gran mayoría de su residentes la posibilidad de poseer sus propias viviendas en tierras de viejos ejidos.
Entre las consecuencias negativas del rápido crecimiento de este municipio destacan la carencia de servicios públicos, el desempleo y los altos índices de criminalidad.

## Infraestructura
Actualmente el municipio cuenta con un desarrollo urbano sobre servicios de primera necesidad para sus habitantes, recientemente el desarrollo comercial ha crecido, con la llegada de una plaza comercial en una parte del área geográfica conocida como el Agostadero.
Cuenta con 20 hectáreas de agricultura en maíz y otros granos, 40 tianguis públicos, 34 mercados públicos, 1 central de abastos, 6 oficinas postales, 2.76 km² de superficies de cuerpos de agua, más de 89 552 viviendas, con 3 307 docentes entre los diferentes niveles de estudio, 520 personas de personal médico, 139 escuelas de preescolar, 108 escuelas primarias, 61 escuelas secundaria, 17 escuelas nivel medio superior (bachillerato), 6 escuelas de formación para el trabajo (Técnicas) , 16 bibliotecas públicas, según un censo hecho en 2010.

### División territorial
Actualmente se encuentra dividido en 35 asentamientos (32 colonias, 2 unidades habitacionales y 1 equipamiento), y todos ellos se consideran colonias urbanas de acuerdo con el Servicio Postal Mexicano,[cita requerida] salvo la colonia "Ampliación Santa Catarina", que se considera un poblado rural.

### Vialidades

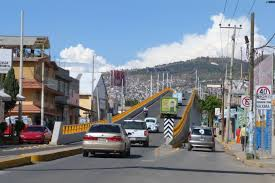
Puente Blanco en Valle de Chalco

Las vialidades que fungen como entradas y salidas al municipio son:
- Autopista México-Puebla: recorre la parte norte del municipio; esta autopista comunica desde la estación de la Línea B del Metro de la Ciudad de México, San Lázaro en la Ciudad de México, con el municipio de Córdoba en Veracruz, conectando además los estados de México y Puebla en una primera etapa.
- Avenida Eje 10 Sur: que separa al municipio con la delegación Tláhuac en su extremo norponiente, no obstante recorre una parte de este municipio.
- Carretera Chalco-Tláhuac: recorre la parte sur del municipio. Esta comunica el centro de Chalco con la delegación Tláhuac.

Entre las vialidades primarias de Valle de Chalco Solidaridad se encuentran:
- Av. Solidaridad: Separa al municipio con Chalco en su extremo oriente. Comunica el centro de Chalco con la Autopista México-Puebla.
- Av. Emiliano Zapata: en esta se pueden encontrar varios comercios, además de un puente vehicular llamado "Puente Blanco" el cual permite cruzar la Autopista México-Puebla en ambos sentidos.
- Av. Alfredo del Mazo: En esta avenida se encuentran las instalaciones del palacio municipal, además de contar con una catedral llamada San Juan Diego, varios comercios y un puente vehicular llamado "Puente Rojo" el cual permite cruzar la Autopista México-Puebla en ambos sentidos.

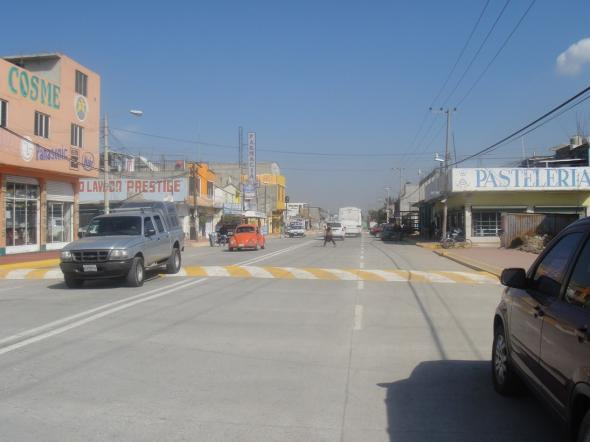
Av. Cuauhtémoc

- Av. Cuauhtémoc: avenida principal del municipio, debido a que enlaza a la Autopista México-Puebla con la Carretera Chalco-Tláhuac

- Av. Moctezuma: en esta avenida se encuentra la ex-hacienda de Xico, una finca que data de la época del Porfiriato, actualmente el inmueble se encuentra en restauración desde 2015.[11]
- Av. Tezozómoc: en esta avenida se localiza la entrada al deportivo Luis Donaldo Colosio, además de la estación de Bomberos municipal.
- Av. Isidro Fabela: también conocida como Av. de las Torres debido a que esta vialidad conlleva torres de alta tensión que distribuyen energía eléctrica en gran parte del municipio, siendo la única en su tipo existente en el municipio; la avenida cruza el municipio en forma diagonal y se pueden encontrar escuelas de nivel superior y la planta eléctrica del municipio.
- Av. Adolfo López Mateos: En esta se pueden encontrar varios comercios, una glorieta, la clínica 180 del IMSS y a su vez comunica con el Puente vehicular llamado "Puente de Tlapacoya"
- Boulevard Pilar del Progreso: la avenida sirve como entrada y salida vehicular a una plaza comercial, ubicada en el centro norte del municipio.

Las siguientes vialidades son de baja concurrencia o de actividad comercial escasa, regularmente son utilizadas por el transporte público existente en el municipio, así como por vehículos de transporte de carga y conectan con vialidades primarias en su mayoría:
- Av. División del Norte
- Av. Antonio Díaz Covarruvias
- Av. Vicente Lombardo Toledano, esta avenida conlleva las vías ferroviarias del Ferrocarril de Morelos, (hoy Ferrocarril Interoceánico de México), las cuales cruzan el municipio.
- Av. Tlaloc
- Av. Anahuac
- Av. Ignacio Comonfort
- Av. Ignacio Manuel Altamirano
- Av. Leona Vicario
- Av. Felipe Ángeles
- Av. Soto y Gama
- Av. José Guadalupe Posadas
- Av. Cuitláhuac (alcanfor)
- Av. Axayácatl
- Av. Chimalpahin
- Av. Acapol
- Av. Vicente Guerrero
- Av. Adolfo Ruiz Cortines
- Av. Lázaro Cárdenas, separa al municipio con Chalco en su extremo oriente.

## Servicios públicos

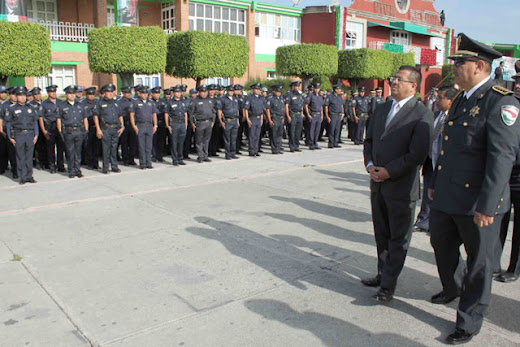
Brigada de policías en Valle de Chalco Solidaridad.

### Seguridad pública
Debido a la alta incidencia de violencia de género desde 2015 la Secretaría de Gobernación de México declaró Alerta de Violencia de Género contra las Mujeres en este municipio.

## Educación
Actualmente existen tres universidades: La UAEM (Universidad Autónoma del Estado de México), (UNID) la Universidad Interamericana para el Desarrollo [Institución Privada] y el Tecnológico Universitario de Valle de Chalco [Institución Privada]. Además de las escuelas de nivel media superior como las preparatorias oficiales, el COBAEM (Colegio de Bachilleres del Estado de México) El CECATI No. 196 que imparte cursos de Formación para el Trabajo y el CECYTEM (Centro de Estudios Científicos y Tecnológicos del Estado de México). Estas instituciones fueron creadas por el gran crecimiento de alumnos egresados de secundarias y que por lo tanto era necesario la creación de escuelas superiores, ya que anteriormente tenían la necesidad de buscar opciones fuera del municipio.

## Cultura y desarrollo social
En el municipio, se han realizado presentaciones de la Guelaguetza, ferias culturales, funciones de cuenta cuentos, feria de libros, entre otros. El municipio cuenta con espacios recreativos como el deportivo Luis Donaldo Colosio. En las Oficinas del Cerro de Marqués (anteriormente compañía de luz y fuerza) se realizan festivales culturales, en la actualidad se han abierto salas de cine dentro de plazas comerciales.
En el municipio existen 32 colonias en las cuales se realizan más de 40 fiestas del santo patrono; una de las fiestas más destacadas del municipio es la de Juan Diego el 12 de diciembre.
En 1976 en palabras del Sr. Genaro González; uno de los primeros colonizadores menciona que se inició los primeros asentamientos de vivienda irregular por casas de cartón con escasos recursos económicos provenientes de otros lugares a pie de la autopista México-Puebla, con las primeras colonias del Carmen y la Santiago, con una población de 50 familias y que para finales de 1978 se inició la acelerada llegada de cientos de familia que llegaron asentarse a los terrenos baldíos, la gran mayoría de Nezahualcoyotl.

### Arqueología
Los historiadores detectaron presencia humana en las orillas lacustres desde hace más de 2 mil años. En 1893 halló en Xico una mandíbula perteneciente a un niño de ocho años de sexo masculino asociado a un cráneo de caballo, una fauna extinta hace más de 9 mil años. Detección de aldeas de pescadores en el pantano al oriente de la Isla de Xico, fechadas entre los siglos IX a.C. y I d.C. Una gran aldea teotihuacana de las fases Xolalpan Tardío y Metepec (550 a 650 d.C.) localizada al oriente del Cerro de Xico.
Vestigios arqueológicos otomianos portadores de la cerámica Coyotlatelco, ubicados en una hilera continua de terrazas habitacionales alrededor de tierras agrícolas de temporal sobre el Cerro del Marqués (650 a 750 d. C.). Presencia en la zona lacustre de una aldea grande de olmecas - xicallancas de filiación mixteca, portadores de la cerámica Azteca I (siglos VIII a XIII d.C.).
Grupos relacionados con el origen del sistema agrícola de chinampas, arquitectura cívica, habitacional y diferenciación social. Llegada de los acxotecas con sus macehuales a la Isla de Xico en el año 1328, grupos que ocuparon toda la región lacustre. Conquista de Xico por Tezozomoc en 1381. Asentamiento de grupos mexicas al oriente de la Isla de Xico y casas dispersas por todo el Lago de Chalco para el cultivo en chinampas (siglos XIV y XV)

## Turismo

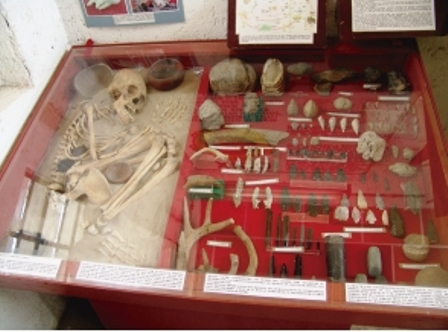
Piezas de entierro de la época prehispánica halladas en el Cerro del Marqués

El turismo es una actividad incipiente con buenas perspectivas futuras, dado que varias de las áreas detonadoras del ramo están en franco crecimiento, como el sector restaurantero, así como el desarrollo de la riqueza cultural, de la cual son portadoras las 44 etnias residentes en Valle de Chalco, mismas que han desarrollado danzas autóctonas, talleres de lenguas indígenas, grupos artesanales, y una rica oferta de antojitos mexicanos del centro y sur del país. Actualmente, las autoridades estudian la posibilidad de profundizar el lecho del Lago de Xico, proyecto que puede representar una oportunidad para que en dicha zona se desarrollen actividades de carácter turístico, tales como paseos en lancha, actividades al aire libre, venta de flores y productos agrícolas, y áreas de caminata y actividades físicas, entre otras.

### Atractivo Turístico
La Ex-Hacienda de Xico, los vestigios arqueológicos que se encuentran en el Cerro del Marqués, el museo comunitario en donde se exponen piezas de la arqueología local, y la Casa de Cultura de Chalchiuhtlicue son parte importante de los lugares emblemáticos de este municipio
La Ex-Hacienda de Xico es uno de los atractivos turísticos que más destacan en la localidad. Construida en el siglo XIX, durante la Revolución Mexicana fue tomada por las fuerzas zapatistas y, posteriormente, por el ejército carrancista, dejando de utilizarse como hacienda durante el mismo período. A pesar de su importancia y carácter emblemático, el gobierno la descuidó drásticamente, permitiendo que se deteriorara por falta de mantenimiento. El sitio, junto con los yacimientos del Cerro del Marqués, han sido rehabilitados por el INAH desde 2018.
El Museo comunitario de Valle de Xico, ubicado en la Ex-Hacienda de Xico, contiene una rica colección arqueológica. Abrió sus puertas el 24 de junio de 1996, con la asesoría del arqueólogo Óscar Orueta Cañada. Exhibe piezas paleontológicas y arqueológicas representativas de la región: fósiles de trilobites y huesos de mamut, vasijas y figurillas de las fases Ticomán y Coyotlatelco, ofrendas mortuorias tipo Tláloc, y una escultura en altorrelieve con la imagen de Quetzalcóatl, entre otros objetos ornamentales y de uso cotidiano. En sus instalaciones, se llevan a cabo conferencias y talleres de historia de la comunidad. Organiza visitas guiadas, recorridos arqueológicos y proyecciones audiovisuales. Es atendido personalmente por su director, Genaro Amaro Altamirano.
La Ex-Hacienda de Xico también alberga la Casa de Cultura "Chalchiuhtlicue", fundada en 1996. Su objetivo es el fomento de la identidad estatal y municipal, así como el rescate, conservación y difusión del patrimonio cultural. Entre las actividades que realiza destacan diversos talleres culturales, de música, teatro, pintura, manualidades, medicina tradicional, salud y fomento al turismo.
Otra sitio de atractivo turístico es el Cerro del Elefante, localizado en Xico, en las afueras del municipio. No obstante, tras concesiones del gobierno municipal, está siendo explotado y demolido con el fin de extraer materiales para empresas privadas.

## Economía
La economía de la región está sustentada principalmente en las actividades terciarias, el grueso de la población sustenta sus ingresos en la prestación de servicios que se desarrolla mayormente fuera de la zona geográfica que demarca la localidad. No existen fuentes primarias de empleo entre el grueso de la población, las tierras "ejidales" mayormente son controladas por personas que se asientan en lugar aledaños al municipio como son Tláhuac y Chalco, el porcentaje de menor grado de comercio que se da en la región obedece a supermercados, mercados y tianguis públicos que abastecen a los pobladores de la zona.

## Salud
Se cuenta con los siguientes hospitales y unidades medicina familiar (IMSS). 
- Hospital ¨Dr. Fernando Quiroz Gutiérrez" que brinda servicios de Gineco obstetricia, medicina interna, pediatría, unidad de Cuidados Intensivos Neonatales, cirugía general, ortopedia y servicio continuo de urgencias; además de seis Centros de Salud
- Unidad de Medicina Familiar No. 180
- Unidad de Medicina Familiar No. 181
- Hospital Regional ISSEMYM Valle de Chalco
- Hospital Psiquiátrico Dr. Samuel Ramírez Moreno

## Transporte
El municipio no cuenta con estaciones, ni centros de transferencia modal, habilitados por las autoridades directamente. No obstante la cercanía de algunas estaciones del Metro de la Ciudad de México agiliza la movilidad y la transportación de los habitantes del municipio, siendo para esto necesarias las rutas establecidas dentro de la localidad, las cuales en su mayoría son llevadas a cabo por medio de concesionarios y/o permisionarios. 
En años recientes, ha habido un incremento del parque vehicular de los llamados "mototaxis", los cuales se observan por gran parte del municipio. Esto se debe a que, a pesar de no estar regularizados, representan una alternativa más económica que los taxis regulares, así como a la falta de rutas establecidas para llegar a ciertas partes dentro de la localidad.
Con base en lo anterior, se planteó la expansión del transporte masivo de la Ciudad de México con la finalidad de beneficiar a poblaciones del Estado de México, como la ampliación de la Línea A del Metro, desde su terminal sur La Paz al municipio de Chalco, siendo beneficiado también Valle de Chalco Solidaridad con la construcción de algunas estaciones dentro de sus límites. El proyecto, presentado ante la Secretaría de Comunicaciones y Transportes, que se encontraba en desarrollo hasta 2015, resultó cancelado por motivos de índole política entre el PRD (entonces a cargo del gobierno de la Ciudad de México) y el PRI (en el Estado de México), con el primero proponiendo la ampliación de la Línea A, mientras que el segundo abogaba por un Ferrocarril Suburbano. 
Para ampliar la movilidad de la ciudadanía, también se ha considerado la construcción de otras alternativas de transporte masivo, como Mexibús, Metrobús, y tren ligero; sin embargo, estas alternativas no han sido estudiadas a fondo.

## Política
- Presidente municipal

- Sindico procurador
- 7 regidores de mayoría relativa
- 6 regidores de representación proporcional 
  - 32 delegados (por las 32 colonias) con duración de tres años. Cada colonia cuenta con:
    - Primer Delegado
    - Segundo Delegado
    - Tercer Delegado
      - Asimismo, en cada delegación se nombran:
      - 1 Presidente
      - 1 Secretario
      - 1 Tesorero de Participación Ciudadana, así como:
        - Tres vocales
        - Jefes de manzana.

#### Comisiones delayuntamiento
| Cargo                | Comisión                        |
| -------------------- | ------------------------------- |
| Presidente municipal | Seguridad pública del municipio |
| Sindico procurador   | Comisión de ingresos y egresos  |
| 1 regidor            | Agua potable y drenaje          |
| 2 regidor            | Mercados y comercio             |
| 3 regidor            | Obras públicas                  |
| 4 regidor            | Servicios públicos              |
| 5 regidor            | Desarrollo urbano               |
| 6 regidor            | Integración social              |
| 7 regidor            | Cultura y educación             |
| 8 regidor            | Desarrollo económico            |
| 9 regidor            | Población                       |
| 10 regidor           | Transportes                     |
| 11 regidor           | Salud pública                   |
| 12 regidor           | Recreación y deporte            |
| 13 regidor           | Ecología                        |

### Representación legislativa
Para la elección de diputados locales al Congreso del Estado de México y de diputados federales a la Cámara de Diputados federal, el municipio de Valle de Chalco Solidaridad se encuentra integrado en los siguientes distritos electorales:
Local:
- Distrito electoral local de 27 del estado de México con cabecera en Xico.[18]

Federal:
- Distrito electoral federal 32 del estado de México con cabecera en Xico.[19]

### Presidentes municipales
| Nombre                                    | Años                   | Años                    | Partido                              | Coalición                       | Nota                        |
| ----------------------------------------- | ---------------------- | ----------------------- | ------------------------------------ | ------------------------------- | --------------------------- |
| Felipe Medina Santos                      | 1 de enero de 1994     | 31 de diciembre de 1996 | Partido Revolucionario Institucional |                                 |                             |
| Salvador Castañeda Salcedo                | 1 de enero de 1997     | 17 de agosto de 2000    | Partido Revolucionario Institucional |                                 |                             |
| Luis Enrique Martínez Ventura             | 18 de agosto de 2000   | 17 de agosto de 2003    | Partido Revolucionario Institucional |                                 |                             |
| Miguel Ángel Luna Munguía                 | 18 de agosto de 2003   | 17 de agosto de 2006    | Partido de la Revolución Democrática |                                 |                             |
| Ramón Montalvo Hernández                  | 18 de agosto de 2006   | 17 de agosto de 2009    | Partido de la Revolución Democrática |                                 |                             |
| Luis Enrique Martínez Ventura             | 18 de agosto de 2009   | 31 de diciembre de 2012 | Partido Revolucionario Institucional | - PFD                           |                             |
| David Román Román (interino)              | 2012                   | 2012                    | Partido Revolucionario Institucional |                                 |                             |
| Jesus Sanchez Isidoro                     | 1 de enero de 2013     | 31 de diciembre de 2015 | Partido de la Revolución Democrática |                                 |                             |
| Ramón Montalvo Hernández                  | 1 de enero de 2016     | 31 de diciembre de 2018 | Partido de la Revolución Democrática | * Reelegido por segunda ocasión |                             |
| Francisco Tenorio Contreras               | 1 de enero de 2019     | 2 de noviembre de 2019  | Movimiento Regeneración Nacional     |                                 | * Falleció Durante el Cargo |
| Armando García Méndez                     | 6 de noviembre de 2019 | 31 de diciembre de 2024 | Movimiento Regeneración Nacional     |                                 | *                           |
| Alan Velasco Aguero                       | 1 de enero de 2025     | En el cargo             | Movimiento Regeneración Nacional     |                                 | *                           |
| Sistema Nacional de Información Municipal |                        |                         |                                      |                                 |                             |